# Чемпионат мира по спортивному ориентированию 2015
Чемпионат мира по спортивному ориентированию 2015 года (англ. World Orienteering Championships 2015) — 32-й чемпионат мира, который проходил с 30 июля по 7 августа 2015 года в городе Инвернесс, Шотландия, Великобритания.Медали разыгрались в пяти дисциплинах (спринт, спринт-эстафета, лонг (длинная дистанция), миддл (средняя дистанция), эстафета).

## Программа соревнований
| 30.07.2015 | Четверг     | Модельная тренировка | Инвернесс   |
| 31.07.2015 | Пятница     | Спринт квалификация  | Форрес      |
| 01.08.2015 | Суббота     | Спринт — эстафета    | Нэрн        |
| 02.08.2015 | Воскресенье | Спринт финал         | Форрес      |
| 03.08.2015 | Понедельник | День отдыха          |             |
| 04.08.2015 | Вторник     | Средняя дистанция    | Дарнауэй    |
| 05.08.2015 | Среда       | Эстафета             | Дарнауэй    |
| 06.08.2015 | Четверг     | День отдыха          |             |
| 07.08.2015 | Пятница     | Длинная дистанция    | Глен-Аффрик |

## Районы соревнований

### Квалификация и финал спринта (Форрес)
Квалификация и финал спринта прошли в Форрес. Этот небольшой город славится впечатляющими парками и
садами с их цветочными полянами. Соревнования
включали в себя ряд типов местности от жилой застройки с обширными сетями дорог к сложному старому городу со множеством «воронок». Есть также несколько парковых зон с обширной дорожной сетью.

### Эстафета-спринт (Нэрн)
Спринт-эстафета прошла в привлекательном приморском городе Нэрн на Мурен-Ферт. Ландшафт соревнования включал в себя комплекс старого
города с парковой зоной и дюнами, обеспечивающими быстрый бег, а также множество вариантов выбора пути.

### Средняя дистанция и эстафета (Дарнауэй)
Средняя дистанция и эстафета прошли в Дарнауэй, что обеспечивает уникальную местность в хорошем лесу. Рельеф местности
относительно плоский, кроме крутых склонов по сторонам реки Финдхорн. Он имеет много отличительных черт волнообразного контура, вытекающих из
ледниковых морен, почти полное отсутствие камней и густая сеть дорожек и тропинок. Существует огромное разнообразие по типу и возрасту леса,
в том числе сосна обыкновенная, бук, дуб, лиственница, пихта, болиголов и некоторые новые срубленные участки. Местность, как правило, быстрая по шотландским стандартам,
с очень изменчивой видимостью и условиями под ногами в разных частях местности. Открытые участки, как правило, покрыты растительностью, и обеспечивают более медленное движение.

### Длинная дистанция (Глен-Аффрик)
Длинная дистанция прошла в Глен-Аффрик на самых больших просторах соснового леса в стране, где нет тропинок или дорожек. Рельеф представляет собой смесь областей с естественными полуоткрытыми и более плотно посаженными хвойными деревьями. Под ногами сложная обстановка с глубоким вереском,высокой летней травой и множество болот на склоне холма.

## Параметры дистанций

### Спринт квалификация
|                                  | Женщины | Мужчины |
| -------------------------------- | ------- | ------- |
| Длина (км)                       | 3,5-3,6 | 3,7     |
| Набор высоты (м)                 | 10      | 10      |
| Количество КП                    | 15      | 16-17   |
| Ожидаемое время победителя (мин) | 14      | 13      |

### Спринт-эстафета
|                                  | Женщины (1,4 этапы) | Мужчины (2,3 этапы) |
| -------------------------------- | ------------------- | ------------------- |
| Длина (км)                       | 3,8                 | 4,3                 |
| Набор высоты (м)                 | 40                  | 45                  |
| Количество КП                    | 20-21               | 23-24               |
| Ожидаемое время победителя (мин) | 14:30               | 14:30               |

### Спринт финал
|                                  | Женщины | Мужчины |
| -------------------------------- | ------- | ------- |
| Длина (км)                       | 3,8     | 4,1     |
| Набор высоты (м)                 | 25      | 25      |
| Количество КП                    | 21      | 23      |
| Ожидаемое время победителя (мин) | 15      | 15      |

### Средняя дистанция
|                                  | Женщины | Мужчины |
| -------------------------------- | ------- | ------- |
| Длина (км)                       | 5,3     | 6,2     |
| Набор высоты (м)                 | 200     | 240     |
| Количество КП                    | 21      | 25      |
| Ожидаемое время победителя (мин) | 33      | 33      |

### Эстафета
|                                  | Женщины (1-2 этапы) | Женщины (3 этапы) | Мужчины (1-2 этапы) | Мужчины (3 этапы) |
| -------------------------------- | ------------------- | ----------------- | ------------------- | ----------------- |
| Длина (км)                       | 6,0                 | 6,15              | 6,9                 | 7,05              |
| Набор высоты (м)                 | 140                 | 140               | 180                 | 180               |
| Количество КП                    | 20-21               | 21-22             | 23-24               | 24-25             |
| Ожидаемое время победителя (мин) | 34                  | 35                | 34                  | 35                |

### Длинная дистанция
|                                  | Женщины | Мужчины |
| -------------------------------- | ------- | ------- |
| Длина (км)                       | 9,7     | 15,5    |
| Набор высоты (м)                 | 440     | 660     |
| Количество КП                    | 19      | 32      |
| Ожидаемое время победителя (мин) | 75      | 95      |

## Страны участницы
- Австралия
- Австрия
- Азербайджан
- Беларусь
- Бельгия
- Болгария
- Великобритания
- Венгрия
- Германия
- Гонконг
- Дания
- Египет
- Израиль
- Ирландия
- Испания
- Италия
- Камерун
- Канада
- Кипр
- Китай
- Китайский Тайбэй
- КНДР
- Колумбия
- Латвия
- Литва
- Молдова
- Непал
- Нидерланды
- Новая Зеландия
- Норвегия
- Польша
- Португалия
- Республика Корея
- Россия
- Румыния
- Словакия
- Словения
- США
- Турция
- Уганда
- Украина
- Финляндия
- Франция
- Хорватия
- Чехия
- Швейцария
- Швеция
- Эстония
- ЮАР
- Япония

## Результаты

#### Мужчины
| Дата       | Золото            | Серебро         | Бронза        | Дисциплина        |
| ---------- | ----------------- | --------------- | ------------- | ----------------- |
| 02.08.2015 | Йонас Леандерссон | Мартин Хубманн  | Йеркер Лусель | Спринт            |
| 04.08.2015 | Даниэль Хубманн   | Лукас Бассет    | Олле Бострем  | Средняя дистанция |
| 07.08.2015 | Тьерри Жоржу      | Даниэль Хубманн | Олав Лунданес | Длинная дистанция |

#### Женщины
| Дата       | Золото          | Серебро           | Бронза             | Дисциплина        |
| ---------- | --------------- | ----------------- | ------------------ | ----------------- |
| 02.08.2015 | Майя Альм       | Надежда Волынская | Галина Виноградова | Спринт            |
| 04.08.2015 | Анника Биллстам | Мерия Рантанен    | Эмма Йоханссон     | Средняя дистанция |
| 07.08.2015 | Ида Бобах       | Мари Фастинг      | Светлана Миронова  | Длинная дистанция |

#### Эстафеты
| Дата       | Золото                                                              | Серебро | Бронза                                                                           | Дисциплина         |
| ---------- | ------------------------------------------------------------------- | --- | -------------------------------------------------------------------------------- | ------------------ |
| 01.08.2015 | Дания 1. Эмма Клингенберг 2. Туя Лассен 3. Сорен Бобах 4. Майя Альм | Норвегия 1. Элиз Эгсет 2. Хакон Джарвис Вестергорд 3. Ойстейн Квааль Остербо 4. Энн Маргрет Хаускен Нордберг | Россия 1. Татьяна Рябкина 2. Глеб Тихонов 3. Андрей Храмов 4. Галина Виноградова | Спринт-эстафета    |
| 05.08.2015 | Швейцария 1. Фабиан Хертнер 2. Даниэль Хубманн 3. Матиас Кибурц     | Норвегия 1. Ойстейн Квааль Остербо 2. Карл Годагер Каас 3. Магне Дейли                                       | Франция 1. Винсент Купат 2. Лукас Бассет 3. Фредерик Траншад                     | Эстафета (мужчины) |
| 05.08.2015 | Дания 1. Майя Альм 2. Ида Бобач 3.Эмма Клингенберг                  | Норвегия 1. Хайди Остлид Багстевольд 2. Мари Фастинг 3.Энн Маргрет Хаускен Нордберг                          | Швеция 1. Хелена Янссон 2. Анника Биллстам 3. Эмма Йоханссон                     | Эстафета (женщины) |

## Медальный зачет
| Место | Страна    | Золото | Серебро | Бронза | Всего |
| ----- | --------- | ------ | ------- | ------ | ----- |
| 1     | Дания     | 4      | 0       | 0      | 4     |
| 2     | Швейцария | 2      | 2       | 0      | 4     |
| 3     | Швеция    | 2      | 0       | 4      | 6     |
| 4     | Франция   | 1      | 1       | 1      | 3     |
| 5     | Норвегия  | 0      | 4       | 1      | 5     |
| 6     | Украина   | 0      | 1       | 0      | 1     |
| 6     | Финляндия | 0      | 1       | 0      | 1     |
| 7     | Россия    | 0      | 0       | 3      | 3     |
| Всего | Всего     | 9      | 9       | 9      | 27    |